# 越川和彦

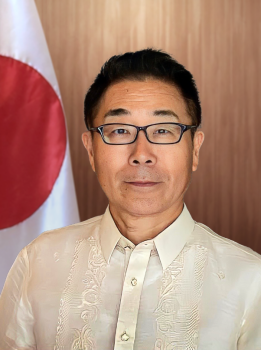

越川 和彦（こしかわ かずひこ、1956年12月12日 - ）は、日本の外交官。外務省国際協力局長、外務省大臣官房長、駐スペイン特命全権大使、独立行政法人国際協力機構副理事長、駐フィリピン特命全権大使を経て、現在、2027年横浜国際園芸博覧会政府委員。

## 人物
千葉県匝瑳市出身。1980年に一橋大学法学部を卒業し、外務省入省。研修言語はスペイン語。また大学時代一年間休学し、シベリア経由で、ヨーロッパ諸国を一年間遊学した。
2000年に森内閣の内閣副広報官を務め、外国プレスの報道対応をした後、在ニューヨーク日本国総領事館に赴任した1ヵ月半後の2001年9月11日にアメリカ同時多発テロ事件に遭遇し、広報センター長として事態の対処にあたった。のちに『外交フォーラム』誌に「同時多発テロ、直後の四八時間」、「9・11ニューヨーカーの反撃」という記事を寄稿している。
中南米局にある二つの課の両方の課長、経済局政策課長や、渡辺博史、篠原尚之財務官の下で副財務官を務めたのち、2008年、北海道洞爺湖サミットで政府がアフリカ重視の姿勢を示したことから、通常より若い年次でアフリカに大使を赴任させようという日本・アフリカ連合（AU）友好議員連盟会長の森喜朗（元総理大臣）の発案を受け、アフリカ最大の産油国のひとつである駐アンゴラ大使に就任した。同様に、同年英語研修の片上慶一（欧州局参事官）が英語圏の駐ガーナ大使に、最年少のフランス語研修の岡村善文（ウィーン国際機関政府代表部公使）が、フランス語圏の駐コートジボワール大使に就任した。
2020年、第2次安倍内閣から引き継ぎ菅義偉内閣でも日米両国の外交方針とされた自由で開かれたインド太平洋戦略のもと、局長経験者の重点配置方針で駐フィリピン特命全権大使に着任し、外務審議官経験者としては30年ぶりとなった金杉憲治駐インドネシア特命全権大使なども着任した。

## 同期入省
- 末松義規（12年内閣府副大臣・96年衆議院議員）
- 石井正文（17年インドネシア大使・13年国際法局長）
- 大村昌弘（17年フィジー大使）
- 川村裕（20年ノルウェー大使・18沖縄大使・14年コートジボワール大使）
- 鈴鹿光次（16年アフガニスタン大使）
- 鈴木康久（18年ニカラグア大使・16年レオン総領事）
- 山田文比古（08年東京外国語大学教授）
- 片上慶一（17年イタリア大使・16年外務審議官（経済担当））
- 北野充（14年ウィーン代表部大使・12年軍縮不拡散・科学部長・19年アイルランド大使）
- 石川和秀（14年フィリピン大使・12年南部アジア部長）
- 藤原聖也（14年アルジェリア大使）
- 山崎純（18年シンガポール大使・15年スウェーデン大使・14年儀典長）
- 渡邉正人（17年ブルガリア大使・15年バングラデシュ大使）
- 堀之内秀久（19年オランダ大使・16年カンボジア大使・14年ロサンゼルス総領事）
- 野田仁（18年ルーマニア大使・15年エクアドル大使）
- 髙橋礼一郎（18年オーストラリア大使・15年ニューヨーク総領事・11年アフガニスタン大使）
- 葉室和親（12年トンガ大使）
- 井出敬二（17年北極担当大使・13年クロアチア大使）
- 小原雅博（15年東京大学法学部教授・13年上海総領事）
- 須永和男（19年カタール大使・16年ASEAN大使）
- 姫野勉（17年ガーナ大使）
- 平石好伸（17年チリ大使・14年ジンバブエ大使）
- 水谷章（19年オーストリア大使・17年立命館アジア太平洋大学教授）
- 齊藤貢（18年イラン大使・15年オマーン大使）

## 略歴
- 千葉県匝瑳市出身[2]
- 1975年 千葉県立匝瑳高等学校理数科卒業[5][11][12]
- 1980年 一橋大学法学部卒業、外務省入省[3]
- 1981年 スペイン　サンティアゴ・デ・コンポステーラ大学、サラマンカ大学留学[13]
- 1983年 外務省本省勤務
- 1989年 在米大使館、在イラン大使館などに勤務（～1994年）
- 1997年 外務省中南米局中南米第二課長
- 1999年 外務省中南米局中南米第一課長
- 2000年 内閣官房　内閣審議官（内閣副広報官）
- 2001年 在ニューヨーク日本国総領事館広報センター所長（副総領事）
- 2004年 外務省経済局政策課長
- 2006年 財務省大臣官房参事官（副財務官）
- 2008年 アンゴラ国駐箚特命全権大使[14]
- 2011年 外務省国際協力局長[14]
- 2012年 外務省大臣官房長[15][14]
- 2014年 スペイン駐箚特命全権大使[14]
- 2015年 サンティアゴ騎士団金メダル受章[16][17]
- 2016年 独立行政法人国際協力機構副理事長[14]
- 2020年 独立行政法人国際協力機構顧問、駐フィリピン特命全権大使[18][19]
- 2024年 依願退職[20]、2027年横浜国際園芸博覧会政府委員

## 論文等
- 「衰退する日本でないために、アフリカで企業戦士たれ！」（AFRICA 2009アフリカ JULY & AUGUST vol.49）
- 「二〇〇一年九月 アメリカ 9・11ニューヨーカーの反撃（特集 創刊二〇周年特別企画 外交フォーラムがみた日本外交二〇年）--（ドキュメント そのときの私--外交最前線でみた世界の大転換）」（外交フォーラム21（11）（通号244）、2008年11月）
- 「同時多発テロ、直後の四八時間（特集 国際テロリズム）」（外交フォーラム17（9）（通号194）、2004年9月）
- 「解説 地球温暖化防止に向けた京都議定書が銀行経営に与えるインパクトを考える--流動性の高い排出権の流通市場の重要性について」（金融財政事情53（47）（通号2533）、2002年12月16日）
- 「動かざること山の如し・東京本社--警鐘を鳴らすブラジル最前線」（ラテンアメリカ時報43（2）（通号1301）、2000年2月）
- 「対キューバ外交--友好、それでも原則」（ラテンアメリカ時報42（4）（通号1291）、1999年4月）
- 「「石油」の市況商品化と中南米産油国--今一度輸入先の多角化を（中南米特集）」（国際資源（通号290）、1999年2月）
- 「アジア欧州会合（ASEM)--地域間対話と協力の枠組み（焦点 比較地域主義の視点）」（国際問題（通号452）、1997年11月）